# الركيبات (بوشان)
الركيبات هي إحدى مشيخات المملكة المغربية، تتبع جغرافيا لإقليم الرحامنة وإداريًا لبوشان. يقدر عدد سكانها بـ 4802 نسمة حسب الإحصاء الرسمي للسكان والسكنى لسنة 2004.